# Liste der Adelsgeschlechter Österreichs ob der Enns/A–L
Die Liste der Adelsgeschlechter Österreichs ob der Enns enthält die bedeutendsten Adelsfamilien aus Österreich ob der Enns, das heutige Oberösterreich. Die Liste enthält jene Geschlechter, die in die Landstände aufgenommen wurden. Es bestanden viele Verbindungen zum Bayerischen Adel.
Die Liste ist eine alphabetische Übersicht über Oberösterreichische Adelsfamilien. Sie enthält Hinweise über Namensvarianten, Stand, Zeitpunkt der Nobilitierung und Aufnahme in die Adelsmatrikel, Herkunft und Verbreitung. Weiters den Stammsitz bzw. wichtige Sitze in Oberösterreich, bekannte Persönlichkeiten (mit Artikel) und das Wappen des Geschlechtes.
Rang
Rang und Ansehen innerhalb des Adels wurde nach dem Alter des Geschlechts definiert, bzw. wie lange die Adelsfamilie in Land ansässig war. Es wurde daher in die „alten“ und „neuen“ Geschlechter unterschieden.
Diese Liste wurde anhand von Weiß von Starkenfels erstellt, ergänzt mit Hoheneck und anderen Werken wie Wißgrill (siehe Literatur unten).
siehe auch:
- Zweiter Teil: Liste der Adelsgeschlechter Österreichs ob der Enns/M–Z

| Inhaltsverzeichnis A B C D E F G H I J K L M N O P Q R S T U V W X Y Z |

## A
| Name                                                           | Stand, Titel, Zeitraum    | Stammsitz/Ursprung Gebiet                                                                                                | Persönlichkeiten Anmerkungen                                                                      | Wappen |
|                                                                |                           | |                                                                                                   |        |
| Abensperg und Traun                                            | H; RGf 1120–heute         | Schloss Traun, Schloss Eschelberg; Traungau                                                                              | zwei Linien: Maissauer und Eschelberger Linie                                                     |        |
| Achleiten Achleuthen Achleuthner                               | Hr; 1190– ~1525           | Schloss Achleiten, altes oberöst. Geschlecht                                                                             | Bernhard von Achleiten, Berthold II. von Achleiten, zwei Äbte von Stift Kremsmünster              |        |
| Aham Ahamer, Aheimer                                           | H; RGf ~1140–1881         | Schloss Neuhaus, altes bayer.-Innviertler Geschlecht, Erbkämmerer des Hochstiftes Passau                                 |                                                                                                   |        |
| Aichberger                                                     | R; Mi ~1140– ~1455        | Schloss Aichberg, altes oberöst. Geschlecht, Passauer Ministeriale                                                       |                                                                                                   |        |
| Aichinger                                                      | R; Ri 1871–?              | Schloss Kassegg, Walchen, Wildenhaag, nobil. Beamter                                                                     | Georg von Aichinger                                                                               |        |
| Aicholt                                                        | H; Gf 1641–1875           | Kärntner Geschlecht | Christian von Aicholt                                                                             |        |
| Aiglsperger zu Aiglsperg Aigleinsperger                        | R; Mi vor 1300– ~1420     | Burgstall Aigelsberg, altes oberöst. Geschlecht                                                                          |                                                                                                   |        |
| Aistershaim Herren von Ayst, Eist; Aistersheim, Aistershaim(b) | H; Mi, Hr 11. Jh.?– ~1430 | Burg Altaist, Burg Neuaist, Schloss Aistersheim, altes oberöst. Geschlecht                                               | Dietmar von Aist                                                                                  |        |
| Albrecht                                                       | R; Ri 1567–1703?          | nobil. Beamte | Johann Jakob Abrecht                                                                              |        |
| Albrecht von Albrechtsburg                                     | R; Ri 1625– ~1800         | Stockerau, schwäb.-österr. Geschlecht                                                                                    |                                                                                                   |        |
| Alhartinger                                                    | H; 1300?–1460?            | altes Geschlecht |                                                                                                   |        |
| Althamer zu Traunegg Trauneck                                  | H; ?– ~1650?              | Schloss Traunegg, aus Salzburger gekommenes Geschlecht                                                                   |                                                                                                   |        |
| Althann Althan, Altham, Altheim                                | H; RGf 1129–heute         | Goldburg, niederbayerischer Uradel                                                                                       | weitverzweigte Familie                                                                            |        |
| Ambstorff                                                      | R; Ri                     | |                                                                                                   |        |
| Amstetter Ambstetter, von Zwerbach und Grabeneck               | H; Ri P                   | Edelsitz Haimberg VOWW, nach Franken (Rudelsdorf und Heldritt) emigriert                                                 | Gustav von Amstetter                                                                              |        |
| Andlern und Witten                                             | H; Gf ~1350–1790          | schwäb. Geschlecht, dann in Sachsen und Pommern                                                                          | Franz Reinhold Graf von Andlern und Witten (LH von oö 1748-65)                                    |        |
| Angerer                                                        | H; Hr ?– ~1500            | lokales Rittergeschlecht                                                                                                 |                                                                                                   |        |
| Anhang, Anhanger zu Gröming Köppach und Roith                  | Hr; 1189– ~1450           | Schloss Gröming, Schloss Köppach, Schloss Roith                                                                          |                                                                                                   |        |
| Anwaltinger zu Anwalting Ainwalding                            | R; Ri 1355– ~1550         | Schloss Ainwalding, oberöst. Rittergeschlecht                                                                            |                                                                                                   |        |
| Apersberger Apelsperger                                        | R; Ri vor 1440– ~1500     | oberöst. Rittergeschlecht; nach deren Absterben übernahm die Steger die Starhembergischen und Lichtensteinischen Lehen   | Omelia I. Appsberger, Äbtissin von Kloster Hohenwart                                              |        |
| Apfelspöcken Apfelsbeck Apfelbeck                              | Ri; ~1405– ~1500          | oö. Rittergeschlecht |                                                                                                   |        |
| Apfalterer                                                     | H; Frh                    | Krainer Geschlecht | Johann Nepomuk von Apfaltern, Leopold von Apfaltern                                               |        |
| Arco Arco-Zinneberg                                            | H; Gf 1124–heute          | Schloss Sankt Martin im Innkreis, Südtiroler Geschlecht, mehrere Linien                                                  |                                                                                                   |        |
| Arnstein Arenstain, zu Wildenhaag                              | Ri; 1170–1500             | Burgruine Arnstein erloschen vor 1500. Die Arnsteiner zu Wildenhaag im Attergau dürften nicht stammesverwandt sein.      |                                                                                                   |        |
| Artstetter von Artstetten von Wartberg                         | R; Ri 1270?–18. Jh.?      | Schloss Artstetten altes niederöst. Geschlecht; 1670 nach Bayern gegangen?                                               | Schloss Mühllacken                                                                                |        |
| Aschacher Herren von Aschach                                   | Ri; 1120–nach 1420        | | Schloss Aschach an der Donau?                                                                     |        |
| Asenhamer Asenhamer, Asenhaimer                                | Ri; 1280–nach 1450        | | Burg Affnang                                                                                      |        |
| Aspan, Espan von Haag Freiherren zu Lichtenhaag, Harthaim      | -; Frh 1280?–1645         | Burgruine Lichtenhag, Schloss Hartheim, oberöst. Geschlecht, ident mit den Herren von Haag?                              |                                                                                                   |        |
| Attems                                                         |                           | |                                                                                                   |        |
| Auckentobler von Dorf an der Pram                              | Ri; 1350?–                | Augendobl in Dorf an der Pram, oberöst. Geschlecht                                                                       | Anmerkung: das abgebildete Ortswappen hat einen orangen Dreiberg, der im Adelswappen schwarz war. |        |
| Auer zu Au bei Perg                                            | Ri; 1310?–vor 1400        | Schloss Auhof, oö. Geschlecht                                                                                            |                                                                                                   |        |
| Auer von Herrenkirchen und Gunzing in Niederbayern             | Frh 1284–heute?           | bayer. Geschlecht, nö. und oö. Linien                                                                                    | Ernst Auer von Herrenkirchen                                                                      |        |
| Auer von Tobl Tobel zu Gries(s)bach                            | -; 14. Jh.– ~1650?        | Schloss Kleeberg, niederbayer. Geschlecht                                                                                |                                                                                                   |        |
| Auersperg                                                      | H; Fü RGf 1162–heute      | Schloss Auersperg, Burg Losenstein altes Krainer Geschlecht, heute in vielen Ländern. Beerbten die Herren von Losenstein | viele Militärs und Politiker, Andreas von Auersperg, Karl von Auersperg                           |        |
|                                                                |                           | |                                                                                                   |        |

## B
| Name                                            | Stand, Titel, Zeitraum | Stammsitz/Ursprung Gebiet | Persönlichkeiten Anmerkungen                                         | Wappen |
|                                                 |                        | |                                                                      |        |
| Bartenstein                                     | H; RFrh 1719–1866      | | Johann Christoph von Bartenstein                                     |        |
| Barth von Barthenheim                           | H; Gf                  | Schloss Hirschstetten seit 1841 Erblandmundschenken von OÖ                                                                                    | Johann Baptist von Barth-Barthenheim                                 |        |
| Batthyány Batthyány-Strattmann                  | H; Fü Gf 1341–heute    | Schloss Peuerbach, Schloss Schmiding, ungarischer Uradel                                                                                      |                                                                      |        |
| Beaulieu Maelcamp-Beaulieu                      | H; Frh ?–1819?         | Bergschlössl, franz. Geschlecht, dann in Brabant in Diensten der Habsburger                                                                   | Jean-Pierre de Beaulieu, Joseph Wattmann von Maëlcamp-Beaulieu       |        |
| Berchem                                         | H; Gf                  | Höring bei Auerbach, Kölner Patrizier, bayer. Adelsgeschlecht, dann auch böhm.-österr.                                                        | Anton von Berchem                                                    |        |
| Berchtold zu Sachsengang, zu Ungarschitz        | R; Gf, Frh ?–heute     | aus Tirol stammend, niederöst., ungar., böhm.-mähr. Adelsgeschlecht                                                                           | Friedrich von Berchtold, Leopold Berchtold                           |        |
| Blumenthal Schreyer von Blumenthal und Grünberg | R; Frh 16. Jh.–1785    | Schloss Witzlasreuth, siehe Hammer Grünberg, Schloss Hagenberg, oberpfälzer-bayreuther Eisenindustrielle, 1680 nobil., bayer.-öst. Geschlecht |                                                                      |        |
| Bocksruck, Pocksruck                            | Mi; 12. bis 14. Jh.    | Pfarre St. Peter im Mühlviertel, Passauer Ministeriale (zum Schluss Schenkenamt)                                                              |                                                                      |        |
| Bohn (2 Geschlechter)                           |                        | |                                                                      |        |
| Bonacina                                        | R; Ri 1605–1650?       | | Martin Bonacina,                                                     |        |
| Breitenbrucker Braittenpruck                    | Ri; 1368–1470?         | Schloss Breitenbruck, oberöst. Geschlecht |                                                                      |        |
| Breuner                                         | H; Gf 1200/1400–1894   | Burg Kreuzen altes steir. Adelsgeschlecht, zwei Linien                                                                                        | Philipp von Breuner, Philipp Friedrich von Breuner, mehrere Bischöfe |        |
| Bucelleni von Reichenberg Buzlin, von Sava      | H; Gf, Frh ~1340–1700? | Mailänder Geschlecht, görz.-krain. Adel | Julius Friedrich Bucellini von Reichenberg                           |        |
| Buol                                            | H; Frh ~1600–heute?    | aus Graubünden, mehrere Zweige | Karl Ferdinand von Buol-Schauenstein                                 |        |
|                                                 |                        | |                                                                      |        |

## C
| Name                                                                     | Stand, Titel, Zeitraum         | Stammsitz/Ursprung Gebiet                                                                          | Persönlichkeiten Anmerkungen                                                                                        | Wappen |
|                                                                          |                                | | |        |
| Cabalini von Ehrenburg                                                   | R ;                            | | |        |
| Cammerer zu Berghaim Perckhaim, zu Cammerschlag                          | ? 1325?/1460– ~1600?           | Burg Bergheim, Burgruine Oberwallsee                                                               | Theoderich Kammerer, Bischof von Wr. Neustadt                                                                       |        |
| Campmiller von Metzburg                                                  | R; ?–1750?                     | Tochterlinie der Campmiller von und zu Langenhalsen Metzger von Metzburg, nur eine Generation      | |        |
| Capell zu Steyreck siehe Kapeller                                        |                                | | |        |
| Caplan, Capellan, Kaplan                                                 | Mi, Hr P 1275–1590 (1779?)     | Schloss Gneisenau, oö. Geschlecht, (als Protestanten nach Hessen ausgewandert?)                    | |        |
| Castner, Chastner, Kastner                                               | Mi; 1350?–nach 1510            | Ministeriale der Walsee                                                                            | Barbara Kastner, 10. Äbtissin von Schlierbach                                                                       |        |
| Castner, siehe Kastner von Sigmundslust                                  |                                | | |        |
| Cavriani auch Freiherren von Unterwaltersdorf                            | H; RGf 12. Jh – (1770)/20. Jh. | Schloss Pragstein, Burg Kreuzen, altes lombardisches Geschlecht, ab 1770 nicht mehr in OÖ ansässig | Ludwig Graf von Cavriani                                                                                            |        |
| Cetto von Kranstorff von Cronstorf                                       | R; Ri um 1705– 20. Jh.         | oberitalienische Patrizier, Böhm.-öst. Adel, verwandt mit den bayer. Cetto?                        | |        |
| Cheltz(en)                                                               | 1290– ~1400                    | Kirchberg im Mühlviertel, nicht zu verwechseln mit dem Salzburger Uradel                           | |        |
| Chersperger Kersperg zu Stadelkirchen                                    | Mi, Ri; ~1250–1520             | Bürger von Steyr                                                                                   | Marchard Kersperger, 1445 Landesuntermarschall und Anwalt in Wien                                                   |        |
| Chotek Chotek von Chotkow und Wognin                                     | H; Gf ~1200–1921               | böhmischer Uradel, Erblandtürhüter seit 1755                                                       | Sophie Chotek von Chotkowa (Ehefrau von Franz Ferdinand), mehrere hohe Funktionen wie Gouverneur, Minister, Bischof |        |
| Chunring siehe Kuenringer                                                |                                | | |        |
| Chunzingen                                                               |                                | | |        |
| Clam Clam-Martinic Nebenlinie Clam-Gallas                                | R ; RGf 1210?–heute            | urspr. Perger seit 1493 auf Burg Clam, seit 1640 Edle Herren zu Clam                               | Palais Clam-Gallas (Wien)                                                                                           |        |
| Colloredo                                                                | H 1743;                        | seit 1743 im oö. Herrenstand                                                                       | |        |
| Concin Concini, Conzin                                                   | H; Gf 1340?–1713               | Schloss Droß, ital. Geschlecht, Tirol.-öst. Adel, Freiherr auf Wocking, Wildenstein und Droß       | |        |
| Coudenhove-Kalergi                                                       | H; Gf 1100–heute               | Schloss Ottensheim, brabant. Geschlecht, böhm.-öst. Adel                                           | |        |
| Crenneville siehe Folliot de Crenneville                                 |                                | | |        |
| Crollolanza, Crollalanza                                                 | R; ?– ~1770                    | | |        |
| Cronpichel                                                               | R; ?–nach 1730                 | Schloss Grub, Schloss Eidendorf                                                                    | |        |
| Czinespan Zynernspan, Zinispan zu Hörschlag (Gem. Rainbach im Mühlkreis) | Ende 13. Jh.–vor 1600?         | Bürger von Freistadt, wegen Fehde zog Kaiser Friedrich 1484 die Güter der Familie ein.             | Elisabeth Zynaspanin, 1423 Äbtissin von Dürnstein                                                                   |        |
|                                                                          |                                | | |        |

## D
| Name                                       | Stand, Titel, Zeitraum  | Stammsitz/Ursprung Gebiet | Persönlichkeiten Anmerkungen                                                                        | Wappen |
|                                            |                         | | |        |
| Dachsperg (Adelsgeschlecht)                | H, Mi; ~1200–1423       | Schloss Dachsberg, Nebenlinie der hochfreien Herren von Prambach, oö. Geschlecht, große Besitzungen in NÖ; die bayer. Dachsberg sind 1597 erloschen | |        |
| Daun                                       | H, Gf; vor 1170–1904    | Rheinisches Geschlecht, 1655 Grafen, 1757 oö. Herrenstand                                                                                           | |        |
| Diendorfer (Adelsgeschlecht) zu Gneissenau | Ri ; vor 1400–nach 1524 | aus Diendorf, Peilstein im Mühlviertel, Schloss Gneisenau, oö. Geschlecht                                                                           | |        |
| Dietrichstein                              | H; Fü Gf ~1250–1864     | Burg Dietrichstein, Schloss Roith, Schloss Innersee, Schloss Greinburg, altes Kärntner Adelsgeschlecht, zwei Hauptlinien                            | Bartholomäus von Dietrichstein (1579–1635), Adam von Dietrichstein, Andreas Jakob von Dietrichstein |        |
| Dollinger siehe Tollinger                  |                         | | |        |
| Dornfeld, Pingizer Edle von Dornfeld       | R 1756-nach 1860        | nobil. Beamte der Tabakverwaltung, 1756 Ritter, 1775 junger oö. Ritterstand                                                                         | |        |
| Dratl Drätl                                | R; um 1350              | Grubhof in Taufkirchen an der Trattnach | |        |
|                                            |                         | | |        |

## E
| Name                                               | Stand, Titel, Zeitraum       | Stammsitz/Ursprung Gebiet | Persönlichkeiten Anmerkungen                       | Wappen           |
|                                                    |                              | |                                                    |                  |
| Eckhart Edle Herren von der Thaan                  | R ; Hr 1501–1770?            | Ruine Thann, Wasserschloss Stadlkirchen; Eckhart zum Hammer 1501 Reichsadel, 1632 von der Thaan, 1637 oö. Adel, 1659 junger oö. Ritterstand |                                                    |                  |
| Eckstain von Ehreneck                              | R 1616–vor 1700?             | Patrizier von Liste der Bürgermeister von Veringenstadt?; 1616 Ritter, 1629 oö. junger Ritterstand                                          |                                                    | siebm C046, D052 |
| Egenberger zu Egenberg                             | R; ~1290–1395?               | Schloss Eggenberg, oö. Geschlecht; (bei Hoheneck bis 1510)                                                                                  | die Fernberger übernahmen Schloss und Wappen       |                  |
| Eggenberg Eggenberger, Ekckenberg etc.             | H ; Fü Gf vor 1490–1717      | steir. Patrizier, öst.-böhm. Adel, Erblandmarschall von OÖ und NÖ, 1625 oö. Herrenstand                                                     | Hans Ulrich von Eggenberg                          |                  |
| Egger zu Lichtenhaag                               | R; Ri;vor 1450–?             | aus Enns / Burgruine Lichtenhag |                                                    |                  |
| Ehrhardt, Erhardt                                  | H; Frh 1677–1695             | Schloss Puchenau, nobilitierter Beamter, mit der einzigen Tochter erlosch das Geschlecht wieder                                             | Augustin Ehrhard, Freiherr                         |                  |
| Ehrmann von Falkenau und Freyenwerth               | R; Frh 1665–?                | oberöst. Geschlecht | Martin Ehrmann von Falkenau, Vicedom in OÖ         |                  |
| Eiselsberg, Eysselsberg Eisl von Eiselsberg        | R H; Frh 1635–heute          | Schloss Steinhaus, oberöst. Geschlecht; 1659 oö. Ritter, 1746 oö. Herrenstand                                                               | Anton von Eiselsberg, Detlev Eisel-Eiselsberg      |                  |
| Enenkel Ennenkel                                   | H; Frh 11. Jh.–1627          | Haizing bei Hartkirchen, Albrechtsberg an der Pielach, ober- und niederöst. Geschlecht                                                      | Georg Achatz von Enenkel, Job Hartmann von Enenkel |                  |
| Engl von Wagrain Engel von und zu Wagrein (Wagram) | R 1598, H 1687; Gf 1440–1910 | Schloss Wagrain, Seisenburg, Ratsherren von Steyr                                                                                           | Franz Anton Engl Graf von Wagrain,                 |                  |
| Englhofer =Engelshofen von und zu Marbach          | R, Hr; 1450?–1620??          | Schirmannsreith |                                                    |                  |
| Eyslberg zum Weyr                                  | R 1659; Hr                   | Schloss Leombach, Schloss Steinhaus |                                                    |                  |
| Eyczinger aus Eitzing                              | H; Frh 1200–1620             | oberöst. Geschlecht | Ulrich von Eyczing, Christoph von Eyczing,         |                  |
|                                                    |                              | |                                                    |                  |

## F
| Name | Stand, Titel, Zeitraum     | Stammsitz/Ursprung Gebiet | Persönlichkeiten Anmerkungen                                                    | Wappen |
| |                            | |                                                                                 |        |
| Falkenhayn Falkenhain                                                                                    | H ;Gf ; 13 Jh.–heute       | Engelhartszell, Burg Vichtenstein, altes schles. Geschlecht,                                                                   | Julius von Falkenhayn                                                           |        |
| Falckenstein von Herren von Falckenstain Falkenstein?,                                                   | R ; Hr                     | Burgruine Falkenstein (an der Ranna), mehrere Geschlechter (hochfreie Herren von Valkenstain, Nebenlinie der Rosenberg)        | Zawisch von Falkenstein                                                         |        |
| Faschang auch „von Schwanau“                                                                             | R; 1561–vor 1700           | | Gregor Augustin v F., Landschreiber                                             |        |
| Fernberger zu Egenberg, von und zu                                                                       | R ; 1540–?                 | Schloss Eggenberg, Tiroler Geschlecht                                                                                          | Christoph Carl Fernberger                                                       |        |
| Fentzl von Baumgarten Fenzl von Grub                                                                     | R; Ri, Frh; 1561–nach 1800 | aus Schlesien |                                                                                 |        |
| Fernberger zu Egenberg                                                                                   | R, Ri; ?–1671              | Burgruine Scharnstein, Schloss Messenbach; fränk. Familie, Tiroler-oberöst. Adel, 1535 Erblandkämmerer, 1671 erloschen         | Christoph Carl Fernberger                                                       |        |
| Feuchter zu Schiffartseck Schiefereck                                                                    | Ri; ~1370–1520?            | Richter in der Hofmarch |                                                                                 |        |
| Fieger, Füeger von und zu Hirschberg                                                                     | H; Gf; 1511–1849           | Schloss Bergheim, Schloss Gneisenau, Tiroler Geschlecht, Linien zu Friedberg und zu Hirschberg                                 |                                                                                 |        |
| Firmian                                                                                                  | H, Gf; 12. Jh.–heute?      | Schloss Mistelbach, Tiroler Geschlecht                                                                                         |                                                                                 |        |
| Fischbach, Vischbach zu Fischbach                                                                        | Ri, um 1170–1396           | Burgstall Fischbach im Mühlviertel                                                                                             |                                                                                 |        |
| Fischmaister                                                                                             | Ri; vor 1450–1500          | um den Attersee?, oberöst. Geschlecht                                                                                          |                                                                                 |        |
| Fischpeckh, Fischböck Fischpöckh zu Vorchdorf                                                            | Ri; ~1340–1550?            | eines Stamms mit den Fischbach?,                                                                                               |                                                                                 |        |
| Flachenecker Flacheneck                                                                                  | Ri; ~1330–1370?            | bayer. Geschlecht, im Machlande ansässig                                                                                       |                                                                                 |        |
| Flusshart, Flußhart(en) zum Stein, Dorf an der Enns, Schloss Vestenthal und Pottendorf (heute Bodendorf) | R; ~1300–1651              | Schloss Innernstein, Wiener Bürger, oberöst. Geschlecht, Linien zu Pottendorf und Stain                                        | Dietrich Flusshart                                                              |        |
| Forster zu Hehenberg zu Wels                                                                             | Ri; vor 1480–nach 1635     | Hehenberg (bei Bad Hall), Traunviertler Kleinadelige                                                                           |                                                                                 |        |
| Frankenstein Franckenstein                                                                               | H, Frh; 13. Jh.–heute      | Schloss Traunegg, edelfreies fränkisches Geschlecht                                                                            | Georg Albert von und zu Franckenstein, Joseph Freiherr von und zu Franckenstein |        |
| Franking Fränking, von und zu Altfranking                                                                | R, Gf Frh; 1285–heute?     | Burgstall Holzöster in Franking, bayer.-oberöst. Uradel                                                                        |                                                                                 |        |
| Frey | Mi; ~1360–1483             | Gut Steinbruck im Hausruckviertel (wo?), Ministeriale der Schaunberger, Richter zu Peuerbach                                   |                                                                                 |        |
| Frey | R, Ri; 1687–?              | Schloss Hofegg, Tambach im Machland, nobil. Militärs, seit 1817 nur mehr in Salzburg ansässig                                  | Ferdinand Frey                                                                  |        |
| Freyschlag von Freyenstein                                                                               | R, Frh; 1646–?             | Schloss Weidenholz (als Pfleger?), nobil. Beamte, oberöst.-bayer. Geschlecht                                                   | Ignaz Freyschlag von Freyenstein                                                |        |
| Freytag zu Waldbach                                                                                      | Ri; ~1440–nach 1600?       | Schloss Waldbach, Schloss Ottsdorf, oberöst. Geschlecht                                                                        |                                                                                 |        |
| Fronhamer, Fronheim Fronhämer                                                                            | R; ~1420–nach 1600         | Schloss Malching öst.-bayer. Geschlecht                                                                                        |                                                                                 |        |
| Fronhofer zu Walkering von und zu Walckering                                                             | R; vor 1550–nach 1620      | Schloss Walkering, oberöst. Adelsgeschlecht                                                                                    |                                                                                 |        |
| Fuchs | R H; Gf 1762–              | Schloss Puchheim und Mitterberg, Wiener Kaufmänner, seit 1786 Erblandstabelmeister; 1767 oö. Ritterstand, 1837 oö. Herrenstand | Josef Johann von Fuchs                                                          |        |
| Füll von Windach, Füllen von Griemershofen/Griemertzhofen                                                | R; Frh; ?–nach 1820?       | Schloss Windach, Schloss Eferding, Münchner Patrizier, bayer. Freiherren                                                       |                                                                                 |        |
| Fueterfaß/-fass; Furth                                                                                   |                            | |                                                                                 |        |
| Fünfkirchen                                                                                              | H, Gf; ~1400–1970          | Schloss Fünfkirchen, altes niederöst. Adelsgeschlecht                                                                          | Johann Bernhard von Fünfkirchen, Otto Franz Fünfkirchen                         |        |
| Furth von Furtenburg Fuert, Furth                                                                        | Ri; 1581–1679              | Wiener Bürger, 1679 erloschen                                                                                                  |                                                                                 |        |
| |                            | |                                                                                 |        |

## G
| Name                                                                  | Stand, Titel, Zeitraum                | Stammsitz/Ursprung Gebiet | Persönlichkeiten Anmerkungen | Wappen |
|                                                                       |                                       | | |        |
| Gabelkofen Gabelkofer Gablkoven zu Petzenkirchen                      | R 1698; Gf 13./14. Jh.–1829           | Schloss Bernau (Oberösterreich), Schloss Innersee, niederbayr. Uradel, mehrere öst. Linien, 1829 erloschen                            | Oswald Gabelkover |        |
| Gailspecker Gallspach                                                 |                                       | Wasserschloss Gallspach | |        |
| Gall von Gallenstein zu Loosdorf, zu Gallenfels?                      | R; Frh ?–nach 1800                    | Plešivica Gallenstein bei Laibach, alter Krainer Adel?                                                                                | |        |
| Gallheim(er) zu Gallheim                                              | R; 1525                               | Edelsitz Gallham bei Prambachkirchen                                                                                                  | |        |
| Gartner Edle von Gartnern                                             | R H; Frh; 1699–?                      | Schloss Grub, oberöst. Geschlecht | |        |
| Geissler, Geisler Freiherrn von Geisslern                             | 1766–nach 1820?                       | nobil. mähr. Beamte | |        |
| Geltingen Geltinger                                                   | Mi, Ri ~1205–Ende 16. Jh.             | Gelting bei Wallern an der Trattnach, Schloss Haiding                                                                                 | Ulrich Geltinger, Sigibrand Geltinger Abt von Tegernsee (1339–1347)                                                                |        |
| Gera zu Arnfels Burgruine Waxenberg Straßfried                        | R H; Gf?, Frh P 1371/um 1480–um 1740? | Burgruine Straßfried, Schloss Freistadt, Schloss Eschelberg, altes ostfränk. Geschlecht, kärntner-öst. Adel, 1589 Herrenstand         | Erasmus von Gera |        |
| Getzendorfer / von Getzendorf, Götzendorf?                            | Ri ?– ~1450                           | Tödling und Rohrbach bei St. Florian (Linz-Land), oberöst. Geschlecht, Zusammenhang zu niederöst. Götzendorf unklar                   | |        |
| Geymann Geumann                                                       | R H; Frh ~1350–nach 1755              | Gallspach, Burg Trattenegg, altes oö Rittergeschlecht                                                                                 | Johann von Geymann, 2. Hochmeister des St. Georgs-Orden                                                                            |        |
| Geyer von Geyersperg auch von Osterburg                               | R H; Gf vor 1370–1805                 | Schloss Arbing, Burgruine Osterburg, fränk. Familie, öst. Adelsgeschlecht                                                             | Hans Geyer von Osterburg |        |
| Gienger von Grienpichel (Grünbühel), auch von Rotteneck, von Wolfseck | H; Frh 1544–1770?                     | Schloss Wolfsegg, Ulmer Patrizier, öst. Adelsgeschlecht                                                                               | Jakob Gienger von Grienpichel, Hans Adam Gienger von Wolfseck                                                                      |        |
| Gneuss, Gneussen                                                      | Mi; 1161–1380?                        | Schloss Gneisenau, Passauer Ministeriale, oberöst. Geschlecht                                                                         | |        |
| Göltinger siehe Geltinger                                             |                                       | | |        |
| Grans, Grams                                                          | Mi; 1187–1450?                        | Burg Uttendorf, Schloss Ibm, altes bayer. Geschlecht, dann auch im Innviertel ansässig                                                | |        |
| Greissenecker, Greißenecker, Greiseneck                               | Mi 13. Jh.–vor 1610?                  | Schloss Greißenegg, Schloss Thunau, Burgruine Rottenegg, steirisches Geschlecht, auch in Kärnten, Ober- und Niederösterreich ansässig | Andreas von Greißenegg, Dietrich von Greißeneck, 1205–1210 Abt von Stift Rein, Johannes II. Greißenecker, Abt zu Lambach 1360–1367 |        |
| Grembser zu Aiglsperg                                                 | Ri; 1490–1570?                        | Burgstall Aigelsberg, oberöst. Niederadel                                                                                             | |        |
| Grießkirchen und Tegernbach                                           |                                       | siehe Tegernbach | |        |
| Grimburg, Grimus von Grimburg                                         | R ;Ri 1677– heute??                   | Schloss Holzheim?, nobil. Militär; Baden bei Wien,                                                                                    | |        |
| Gross von Ehrnstain, Grosse                                           | Ri; 1686–1830?                        | nobil. Postbeamte, lothring. Adel? der Adel ging an die Gross-Rannspach über                                                          | |        |
| Gruber zu Grub und Luftenberg Grueber, von Grub Schloss Grub          | Ri, Hr; ~1250–um 1450                 | Burg Luftenberg, oberöst. altes Geschlecht, Stifter von Kloster Sumb                                                                  | |        |
| Grünthal Grienthal                                                    | R; Frh? ~1240– ~1760                  | Schloss Dietach, Schloss Kremsegg, Regensburger Patrizier, öst. Adel                                                                  | Wolf Niklas von Grünthal |        |
| Grundemann von Falkenberg Gründemann Graf von Falkenburg              | R; Frh 1613–heute?                    | Schloss Waldenfels, aus Bamberg stammend                                                                                              | Ernst Grundemann-Falkenberg |        |
| Gunthersberger, Gunthartsberger                                       | ~1230–1390                            | Gumpesberg? bei Kirchberg ob der Donau                                                                                                | |        |
| Gurland (Adelsgeschlecht)                                             | R; RGf 1613–1736                      | Schloss Wildenhag, nobil. Beamte, öst. Geschlecht                                                                                     | Nikolaus von Gurland |        |
|                                                                       |                                       | | |        |

## H
| Name                                                              | Stand, Titel, Zeitraum   | Stammsitz/Ursprung Gebiet | Persönlichkeiten Anmerkungen                                                                        | Wappen |
|                                                                   |                          | | |        |
| Habichler (Adelsgeschlechter) zu Habichrigl Häbichl               | Ri; ~1350–1503?          | Schloss Habichrigl, Schloss Schieferegg, Wohnturm Sunnegg, Zeitling; oberöst. Rittergeschlecht                                                     | |        |
| Hack, Hackh Erbsaß zu Bornimb (Bornim)                            | R; Frh 1325– ~1860       | Schloss Tannbach, Schloss Außenstein, Schloss Mistelbach; Brandenburger Uradel, seit 1553 in OÖ, diese Linie ist in den 1860ern erloschen          | |        |
| Hackelberg und Landau Hackelberg zu Höhenberg                     | R H; Frh 1488–1920?      | Schloss Hehenberg, altes oberöst. Geschlecht, 1566 oö. Ritter-, 1702 oö. Herrenstand                                                               | Karl Hackelberg wegen seiner Verdienste bei der Türkenbelagerung 1683 in den Freiherrnstand erhoben |        |
| Hackledt                                                          | H ; Frh 1533–1825        | Schloss Hackledt, altes Innviertler Geschlecht, bayer.-öst. Adelsgeschlecht, ab 1846 in weiblicher Linie                                           | |        |
| Hafner zu Drösiedl                                                | R; Frh 1604–vor 1700     | Schloss Drösiedl, Wiener Familie, oberöst. Geschlecht                                                                                              | Martin Hafner, 1629–1632 oö Landesanwalt, nö Regimentsrat                                           |        |
| Hager von Allentsteig zu Sitzenthal                               | R H; Frh ~1300–1822?     | Schloss Allentsteig, altes oberöst.-niederöst. Geschlecht, 1671 oö. Herrenstand                                                                    | Sigmund Hager von Allentsteig                                                                       |        |
| Haichenbach                                                       | Mi; 1170?– ~1340         | Burgruine Haichenbach, eng verwandt mit den Falkensteinern, Passauer Ministeriale                                                                  | |        |
| Haim zum Reichenstein Haimb, Haym zum Raichenstain                | H ; Frh 1230–?           | altes oberöst. Geschlecht | |        |
| Hamilton Hamiltons of Abercorn                                    | H 11. Jh.–um 1770        | Schloss Neuburg am Inn, altes schottisches Geschlecht, die öst.-böhm. Linie erlosch um 1770                                                        | Johann Andreas von Hamilton, Maximilian von Hamilton                                                |        |
| Handel, Handel-Mazzetti Haindl, Haendl                            | H; Frh 1579–heute?       | Brabanter Familie, im Dienste des Deutschen Ordens, öst. und bayer. Geschlecht                                                                     | Erasmus von Handel, Enrica von Handel-Mazzetti, Heinrich von Handel-Mazzetti                        |        |
| Händl zu Braittenbruck, zu Ramingdorf, zu Gobelsburg; Handl Hendl | R, Frh; 1571–1766        | Schloss Breitenbruck, Schloss Ramingdorf, Steyrer Bürger, oberöst. und steir. Linien                                                               | |        |
| Hardegg (mehrere Geschlechter)                                    | H; Gf 11./12. Jh.–heute  | Burg Hardegg, die Grafen von Plain und Hardegg sind 1260 erloschen, seit 1493 sind die ursprünglichen Freiherren von Prüschenk Eigentümer der Burg | Ulrich von Hardegg, Heinrich zu Hardegg                                                             |        |
| Harrach                                                           | H; Gf 1195–heute         | Schloss Rohrau, Palais Harrach, altes oö-böhm. Geschlecht                                                                                          | Karl von Harrach, mehrere Bischöfe                                                                  |        |
| Hartheim (Adelsgeschlecht)                                        | Mi; 1130–1330?           | Schloss Hartheim altes oberöst. Geschlecht, Ministeriale von Passau                                                                                | |        |
| Häsib (Adelsgeschlecht) Hasib, Heysib; zu Haag                    | Mi; ~1300?–1510?         | Haag, Steyrer Bürger, ober- und niederöst. Geschlecht                                                                                              | |        |
| Haugwitz                                                          | H; Gf, Ri ~1225–heute    | Meißnische Familie, deutsches Geschlecht, öst.-böhm. Linie                                                                                         | Eugen Wilhelm Graf Haugwitz                                                                         |        |
| Haunold                                                           | Ri; ~1320–1605?          | Haghof, Schloss St. Peter in der Au, oberöst. Geschlecht                                                                                           | |        |
| Haunsperger Haunsperg                                             | H ; Rgf vor 1000–1724    | edelfreies Salzburger, bayer.-oberöst. Geschlecht, drei Linien: heute St. Georgen, Haunsberg, Burg Haunsperg, nur bis ca. 1350 in OÖ               | |        |
| Hauzenbach, Hautzenpeck; Hautzenberger                            |                          | | |        |
| Hayden von Dorff Haiden zu Dorf                                   | R; Frh 1317–1959         | Schloss Dorff, oberöst. Rittergeschlecht | |        |
| Hegenmüller zu Dubenweiler                                        | R; Frh 1568–1800?        | Schloss Albrechtsberg (Loosdorf), schwäbische Bürger, öst. Geschlecht                                                                              | Johann Ruprecht Hegenmüller                                                                         |        |
| Herberstein                                                       | H; Gf 1287–heute         | alter steir. Adel, schlesische Linie 1728 erlosch.                                                                                                 | Bernhardin I. von Herberstein, Johann Herbert von Herberstein, einige Landeshauptleute und Generäle |        |
| Herberstorff                                                      | H; Gf 1150–1629          | alter steir. Adel, | Adam von Herberstorff                                                                               |        |
| Hochberg Hohberg                                                  | H; Gf ~1185–heute?       | schlesischer Adel, öst. Zweig erlosch mit Wolf H. von Hohberg                                                                                      | Wolf Helmhardt von Hohberg                                                                          |        |
| Hoheneck                                                          | H; Frh ~1370–1796        | schwäb.-öst. Geschlecht | Johann Georg Adam von Hoheneck                                                                      |        |
| Hohenfeld                                                         | H Frh Gf ~1300?–1824     | Schloss Aistersheim | Franz Carl Friedrich von Hohenfeld                                                                  |        |
| Hohenstein Maurer von Hohenstein                                  | R?; 1635–?               | Schloss Hagenberg | |        |
| Höritzer                                                          | R ; Frh P ~1450?– ~1750? | aus Höritz? | |        |
| Hoyos Hoyos-Sprinzenstein                                         | - Gf 1525–heute          | Schloss Schwertberg, span. Familie, 1628 Grafen | Johann Ernst Hoyos-Sprinzenstein                                                                    |        |
|                                                                   |                          | | |        |

## I
| Name          | Stand, Titel, Zeitraum | Stammsitz/Ursprung Gebiet                                            | Persönlichkeiten Anmerkungen             | Wappen |
|               |                        |                                                                      |                                          |        |
| Ilsung Ilsing | R; Ri ~1550–?          | Augsburger Patrizier, dann in Tirol ansässig, 1566 oö. Ritterstand   |                                          |        |
| Imsland       | H ; Frh                | rheinischer Uradel, bayer.-oberöst. Geschlecht, 1795 oö. Herrenstand | beerbten die Hoheneck; (Wappen richtig?) |        |
| Innernseer    | R ; Ri ~1286–1644      | Schloss Innersee, oberöst. Geschlecht                                |                                          |        |
|               |                        |                                                                      |                                          |        |

## J
| Name                                             | Stand, Titel, Zeitraum | Stammsitz/Ursprung Gebiet                                | Persönlichkeiten Anmerkungen                                   | Wappen |
|                                                  |                        |                                                          |                                                                |        |
| Jagenreuter Jagenreutter, Jägenreutter zu Pernau | R ; Ri 1110– ~1725?    | bayer. Ritter, oö. Geschlecht, 1566 oö. Ritter           |                                                                |        |
| Jäger von Waldau                                 | - ; 1624–19. Jhdt      | Freisitz Waldau, oö. Geschlecht, aus dem Hausruckviertel |                                                                |        |
| Jörger von Tollet                                | H; Gf 13. Jh.–1772     | oberöst. Geschlecht                                      | Johann Franz Anton Jörger von Tollet                           |        |
| Saint-Julien (Adelsgeschlecht) Julien (St.)      | H ; Gf                 | aus Frankreich stammend, seit 1610 in Österreich         | Franz Xaver von Saint-Julien, Clemens von Saint-Julien-Wallsee |        |
|                                                  |                        |                                                          |                                                                |        |

## K
| Name                                            | Stand, Titel, Zeitraum   | Stammsitz/Ursprung Gebiet                                                                                       | Persönlichkeiten Anmerkungen | Wappen |
|                                                 |                          | | |        |
| Kampmühlner Campmühlner von Metzburg            | ?–                       | | |        |
| Kapeller Capeller Herren von Capellen           | Mi, Hr; 1150?–1406       | Kappling bei Gunskirchen, altes oberöst. Adelsgeschlecht                                                        | Ulrich II. von Kapellen |        |
| Kast von Ebelsberg                              | R, Frh 1826–heute        | Schloss Ebelsberg, nobil. Beamter; 1826 Ritter, 1850 Freiherrn; 1833 oö. Ritterstand                            | |        |
| Kastner von Sigmundslust Castner                | R, Ri; 1565–1730?        | Schloss Sigmundslust, Schloss Traunegg, Tiroler Adelsgeschlecht                                                 | |        |
| Katzbrenner                                     | Ri; ?– vor 1500          | Edelsitz Katzbrenning                                                                                           | |        |
| Katzian Kätzianer                               | H; Gf 1360–1823?         | Krainer dann steir. Geschlecht; 1635 in oö. Herrenstand aufgenommen                                             | |        |
| Kauthen auf Kirchberg und Freyling              | R H; Gf, Frh 1627–1768   | Burg Kirchberg ob der Donau, Wasserschloss Freiling, Mauteinnehmer, 1646 oö. Ritterstand                        | |        |
| Kayserstein Kaiser von Kaiserstein              | R; Frh 1608–19. Jhdt?    | Ingolstädter Familie, oberöst. Geschlecht; gräfliche böhm. Linie; Innernstein                                   | |        |
| Khevenhüller                                    | H; Fü Gf 1330–heute?     | Kevenhüll, Schloss Frein, altes Kärntner Geschlecht                                                             | Sigmund Friedrich von Khevenhüller, Johann Joseph von Khevenhüller-Metsch                                                                      |        |
| Kielmannsegg Kielmansegg, Kielmannseck          | Gf, Frh ~1500–heute      | Schloss Oberhöflein, zwei verschiedene Geschlechter, die österr. Linie ist um 1730 erloschen                    | Andreas von Kielmannseck, Johann Adolph Kielmann von Kielmannsegg                                                                              |        |
| Kollonitz von Kollograd                         | H, Frh Gf 13. Jhdt–1874? | Burgruine Klingenberg, kroat.-österr. Geschlecht, 1566 oö. Herrenstand                                          | |        |
| Kölnbeck zu Kölnbach                            | R, Ri 14. Jhdt–1712      | Schloss Salaberg, bayer.-österr. Geschlecht                                                                     | |        |
| Kriechbaum zu Kirchberg und Höhenberg           | H; Frh 1582–1728         | Sitz Kirchberg bei Schönhering (Schönerting?); Bürger in Steyr, obersteir. Geschlecht, 1676 Frh, 1728 erloschen | nach Franz Karl Wißgrill steir. Zweig bis ins 19. Jhdt                                                                                         |        |
| Kuchler Herren von Kuchl                        | H; Gf                    | Turm Kuchl, Burgstall Hochkuchl, alter Salzburger Adel                                                          | |        |
| Kuefstein Kueffstein                            | H; Gf 1180-heute         | Schloss Greillenstein, z. B. Schloss Weidenholz; alter Tiroler Adel                                             | Johann Ludwig von Kuefstein |        |
| Kuenring Chuenring(er)                          | H; Hr 1132–1594          | Burg Kühnring, altes einflussreiches Ministerialengeschlecht                                                    | Albero V. von Kuenring-Dürnstein, Heinrich IV. von Kuenring-Weitra                                                                             |        |
| Kuniz, Kunitz Kuttner von Kuniz und Weissenburg | R Frh; 1647–1748         | Breisgauer Familie, dann in Tirol, Bayern und Öst. 1647 oö. Ritter                                              | |        |
| Kurz, Kurtz zwei Geschlechter                   | R H; Frh; 1601–1814      | | Kurtz 1525 im Ritterstand genannt. Josef Freiherr von Kurz 1806 in oö Herrenstand aufgenommen (mit dem Wappen der Grafen Kurtz von Senfftenau) |        |
|                                                 |                          | | |        |

## L
| Name                                          | Stand, Titel, Zeitraum         | Stammsitz/Ursprung Gebiet | Persönlichkeiten Anmerkungen                                                                               | Wappen |
|                                               |                                | | |        |
| Lamberg                                       | H ; Gf, (RFü) 13/14. Jh.–heute | Schloss Lamberg, Burg Ottenstein, Krainer Uradel, mehrere Linien, die bayer. Reichsfürsten 1862 erloschen                                           | Johann Maximilian von Lamberg, mehrere Bischöfe                                                            |        |
| Landau siehe Grüningen-Landau                 | Frh P; 15. Jh.–1690            | verwandt mit Grüningen?, Freiherrn zu Haus, oö. 1566 Herrenstand; als Protestanten ab 1619 in Böhmen                                                | |        |
| Lanzinger von Lanzenburg Edler von Dischingen | R; Ri 1524/1664–?              | 1524 geadelt, 1664 von Dischingen, 1675 Lanzinger von Lanzenburg, Edler von Dischingen                                                              | |        |
| Lasberg, Lassberg Lozperg                     | –; Ri (Frh, Gf) ~1300?–1880?   | Uradel aus dem Mühlviertel, gingen dann nach NÖ (Ochsenburg); 1664 Freiherren (auch die bayer. Linie), 1705 Grafen                                  | nach Siebmacher mit den Harrach nah verwandt                                                               |        |
| Lasser von Lasseregg auf Marzoll              | R; Frh 1520–nach 1643          | Schloss Lassereck, Salzburger Patrizier, 1643 Frh                                                                                                   | Lasser von Zollheim ist der salzb.-Tiroler Zweig, diese lebten bis ca. 1880                                |        |
| Lerchenfeld                                   | –; Frh, Gf 1070–heute          | Frauenstein, bayer. Uradel, besaßen einzelne Güter in OÖ                                                                                            | |        |
| Leroch                                        | R; Ri vor 1450–nach 1555       | Schloss Messenbach, Patrizier in Steyr, ober- u. niederöst. Rittergeschlecht                                                                        | Michael Leroch, 1514–1534 Abt von Kloster Lambach, Wolf Leroch zu Velben d. J. (Velm) 1555 zuletzt genannt |        |
| Herren von Liechteneck Li(e)chtenecker        | Hr ~1300– ~1460                | Lichteneck, bayer. Kleinadelige, in Passauischen Gebieten und im Mühlviertel ansässig                                                               | nicht zu verwechseln mit den Lichteneck, einem nö Zweig der Landenberg                                     |        |
| Lichtenwinkel, Li(e)chtenwinkler              | Hr 1150?– ~1360                | Feste Lichtenwinkel in Hinzenbach, Lehensnehmer der Schaunberger, Linien von Rudling (Ober-, Unterrudling), von Mitterberg, von Strachen (Stroheim) | stammen von den Lengauern ab                                                                               |        |
| Liechtenstein                                 | H; Fü 1136–heute               | Schloss Steyregg, Sitz der Steyregger Linie; altes österr.-böhm. Geschlecht, heute Fürsten von Liechtenstein,                                       | Heinrich I. von Liechtenstein, Johann Adam I. Andreas (Liechtenstein),                                     |        |
| Losenstein                                    | H; Gf 1200–1692                | Burg Losenstein, altes steir.-oberöst. Geschlecht, mehrere Linien                                                                                   | Franz Anton von Losenstein, mit ihm erlosch das Geschlecht                                                 |        |
| Lützelburg                                    | H; Frh 1166–heute              | Burg Obernberg, lothring. Geschlecht, bis auf die bayer. Linie alle erloschen                                                                       | |        |
|                                               |                                | | |        |

## Erklärung
Erklärung zu den Spalten:
Name: gebräuchlichste Form, auch alternative Namensformen
Stand: im oberösterreichischen Herren- oder Ritterstand, mit Zeitpunkt der Aufnahme
Titel: höchste erlangte Adelstitel (die in Oberösterreich ansässig waren)
Zeitraum: Zeitpunkt der Nobilitierung bis Erlöschen im Mannesstamm
Stammsitz: Stammsitz; Sitze, nach denen einzelne Linien benannt wurden, Sitze in (Ober)Österreich oder
Gebiet: Ort oder Gebiet, besonders wenn es mehrere gleichnamige Geschlechter gibt
Persönlichkeiten: wichtigste oder bekannteste Personen, bevorzugt mit Bezug zu (Ober)Österreich; Personenartikel, falls es keinen Artikel zum Geschlecht gibt
Anmerkungen: zusammenfassende Angaben
Erklärung zu sonstigen Angaben:
- keine Angabe oder unbekannt
? Fragezeichen bedeutet unsichere (Jahres)Angaben
~ ungefähr, ungefähre Zeitangabe
kursiv alte Schreibweise
H im Herrenstand
R im Ritterstand
P als Protestanten nach 1620 aus dem Land verwiesen und die Güter bzw. Lehen verloren
Fü Fürsten
RGf Gf Reichsgraf(en), Graf(en)
Frh Freiherr(en)
Ri Ritter
Mi Ministeriale
Hr Herren
Abkürzungen
| NÖ, nö. | Österreich unter der Enns , -isch |
| OÖ, oö. | Österreich ob der Enns , -isch    |
| steir.  | steirisch                         |
| bayer.  | bayerisch                         |
| böhm.   | böhmisch                          |
| erbl.   | erbländisch (siehe Erblande)      |